# Chokoloskee
Chokoloskee est une census-designated place située dans le comté de Collier, dans l’État de Floride, aux États-Unis.
Sa population s’élevait à 345 habitants lors du recensement de 2020.

## Histoire
Le Smallwood’s store de la ville a été enregistré au Registre national des lieux historiques en 1974, a fermé en 1982, puis est devenu un musée en 1990. Selon son curateur, la ville est bâtie sur un immense tumulus de coquillages édifié par les Indiens Calusa lors de leur règne sur la région. "Chokoloskee" est un terme indien signifiant "foyer".
Le Smallwood's store est ouvert par Ted Smallwood, originaire de l'État de Géorgie, en 1917. Smallwood est le premier blanc à faire du commerce avec les Indiens de la région. 